# Darmstadt (Indiana)
Darmstadt é uma cidade localizada no estado americano de Indiana, no Condado de Vanderburgh.

## Demografia
Segundo o censo americano de 2000, a sua população era de 1 313 habitantes.
Em 2006, foi estimada uma população de 1484, um aumento de 171 (13.0%).

## Geografia
De acordo com o United States Census Bureau tem uma área de 12,2 km², dos quais 12,2 km² cobertos por terra e 0,0 km² cobertos por água.

## Localidades na vizinhança
O diagrama seguinte representa as localidades situadas num raio de 16 km ao redor de Darmstadt.